# Big Dawgs
《Big Dawgs》是由印度饒舌歌手Hanumankind與製作人Kalmi共同創作的一首歌曲，於2024年7月9日由環球印度發行。同一天，這首歌的音樂影片也隨之推出，畫面中Hanumankind在一個被稱為死亡之井（馬拉雅拉姆語：Marana Kinar）的經典馬戲團設施中進行表演。
《Big Dawgs》發行後迅速獲得國際性的好評，首週即在美國告示牌百大單曲榜上排名第57。這首歌在Spotify上的串流播放量已超過6500萬次，並在TikTok上掀起了熱潮，獲得1.11億次觀看及超過160萬次的Shazam搜尋。憑藉這首歌的成功，Hanumankind登上Spotify全球嘻哈播放列表的封面，並與國會唱片簽約。此外，這首歌在澳大利亞、奧地利、加拿大、新加坡、瑞士及巴西等國家的排行榜中也名列前茅。

## 背景
Hanumankind在2023年憑藉歌曲 《Go To Sleep》一舉成名，這首歌由Parimal Shais參與製作，並向電影《搏擊會》致敬。Hanumankind大膽的風格因此廣受好評。2024年，他推出名為《Big Dawgs》的歌曲，由Brown Crew Productions旗下的Kalmi製作，並由環球印度發行，這首歌至今被認為是他最成功的作品。
《Big Dawgs》是一首充滿力量的歌曲，展現了堅韌與野心。這首歌巧妙地結合了傳統印度（naadan）自信與西方音樂的影響，並透過龐克的能量與強烈的鼓點營造出一種震撼而有力的聲音。歌詞描述Hanumankind的個人歷程，並與同世代人的抱負深深共鳴。這首歌強調努力與決心的主題，並通過巧妙的詞句遊戲與隱喻，展現Hanumankind的詞曲才能。儘管有些人指控這首歌涉嫌抄襲美國饒舌歌手Project Pat在Drake歌曲《Knife Talk》中的節奏，但Hanumankind在歌詞中已明確提及Project Pat。

## 音樂影片

### 製作過程
《Big Dawgs》的音樂影片由比喬·伊謝蒂執導，拍攝地點位於印度喀拉拉邦蓬納尼的「大印度馬魯蒂馬戲團」的「死亡之井」（在馬拉雅拉姆語中稱為 「Marana Kinar」）。這個逐漸消亡的馬戲團表演讓摩托車手和司機們在圓柱形結構內進行驚險的反重力特技表演。Hanumankind選擇在這個場景拍攝影片，致敬這一逐漸消逝的藝術形式，重現了數十年來深受地方觀眾喜愛的奇觀。
根據創意總監伊謝蒂的說法，最初是Hanumankind提議在影片中使用汽車和摩托車。伊謝蒂反對這個想法，認為這樣做會讓影片失去特色，與其他內容混在一起。這種抵制激發了靈感：某次伊謝蒂坐在人力車上時，聽到一台摩托車引擎聲與歌曲的取樣音符非常相似。隨後，伊謝蒂進行研究並構思這段影片。他表示，「這是一個大家心裡都有卻從未付諸實踐的想法，是一個等待被實現的點子。」

### 劇情
影片開場顯示一則典型的「警告」訊息，提示特技是由專業人士完成，並建議觀眾不要模仿。但Hanumankind隨即打斷這則警告，說道：「嘿，他媽的閉嘴吧」，直接駁回這個訊息。隨後畫面切換到Hanumankind站在圓柱形結構的邊緣，身邊環繞著一群特技表演者。隨著歌曲的開始，這些表演者騎著摩托車並駕駛一輛汽車以高速在死亡之井內行駛。這些驚險的表演場景與觀眾的反應鏡頭交替出現，觀眾們被這場演出深深吸引。

### 反響
實況主沙奎爾·戴維斯讚揚這首歌及其製作，指出Hanumankind的音樂風格受到德州嘻哈的影響。他還發現Hanumankind在《Big Dawgs》音樂影片中的穿著與弗雷迪·默丘里的風格有著顯著的相似之處。《印刷報》評論員薩瑪·努爾·謝赫在報章中撰文批評美國實況主IShowSpeed在反應影片中反覆質疑「為什麼他能唱得這麼好？」——彷彿難以相信一個印度饒舌歌手能夠這麼出色。儘管如此，謝赫也承認IShowSpeed的反應有助於推動印度音樂在全球的知名度。

## 商業表現
《Big Dawgs》在最新一期的美國告示牌百大單曲榜上排名第23名，這對兩位音樂人來說是一個重要的成就。在澳洲，這首歌在澳洲唱片業協會榜上也取得第9名的好成績。在加拿大和紐西蘭的表現更為出色，分別在加拿大百大單曲榜上位列第9名，並在紐西蘭官方音樂榜上達到第2名。此外，這首歌在Billboard Global 200榜單上最高達到第9名，顯示它在全球範圍內的吸引力和受歡迎程度。

## 圖表
| 圖表（2024年）                      | 最高 排名 |
| ----------------------------------- | --------- |
| 澳洲（澳洲唱片業協會榜）            | 9         |
| 澳州嘻哈/R&B（澳洲唱片業協會榜）    | 1         |
| 奥地利（Ö3四十强单曲榜）            | 5         |
| 加拿大（Canadian Hot 100）          | 9         |
| 捷克（百強數位單曲榜）              | 5         |
| 芬兰（芬蘭官方單曲榜）              | 48        |
| 法國（法國唱片出版業公會）          | 170       |
| 德国（德國官方單曲榜）              | 11        |
| Billboard Global 200 （《告示牌》） | 9         |
| 希臘國際（國際唱片業協會希臘分會）  | 25        |
| 匈牙利（四十強單曲榜）              | 38        |
| 冰島（冰島唱片業協會）              | 19        |
| 印度（《告示牌》）                  | 3         |
| 印度國際 （印度音樂產業協會）       | 1         |
| 愛爾蘭（愛爾蘭唱片音樂協會单曲榜）  | 30        |
| 立陶宛（AGATA）                     | 7         |
| 盧森堡（《告示牌》）                | 20        |
| 馬來西亞（《告示牌》）              | 7         |
| 馬來西亞國際（馬來西亞唱片業協會）  | 7         |
| MENA（國際唱片業協會）              | 2         |
| 荷兰（百强单曲榜）                  | 66        |
| 紐西蘭（紐西蘭唱片音樂協會）        | 2         |
| 挪威（世道榜）                      | 26        |
| 菲律賓（菲律賓百大單曲榜）          | 72        |
| 波蘭（波蘭音樂排行榜）              | 13        |
| 葡萄牙（葡萄牙唱片業協會单曲榜）    | 110       |
| 沙特阿拉伯（國際唱片業協會）        | 17        |
| 新加坡（新加坡唱片業協會）          | 8         |
| 斯洛伐克（百強數位單曲榜）          | 4         |
| 南非（《告示牌》）                  | 10        |
| 韓國下載（Circle數位榜）            | 171       |
| 瑞典（瑞典最熱榜）                  | 44        |
| 瑞士（瑞士热门音乐榜）              | 9         |
| 阿聯酋（國際唱片業協會）            | 2         |
| 英國（官方榜单公司單曲榜）          | 15        |
| 英國亞洲音樂（官方榜單公司）        | 1         |
| 英國（官方榜单公司節奏藍調榜）      | 2         |
| 美國Billboard百強單曲榜             | 23        |
| 美國熱門R&B/嘻哈歌曲 （《告示牌》） | 5         |
| 美國節奏排行榜（《告示牌》）        | 39        |

## 認證
| 地區                         | 认证 | 认证单位/销量 |
| ---------------------------- | ---- | ------------- |
| 新西兰（新西兰唱片音乐协会） | 金獎 | 0             |
| ‡僅含認證的+實際銷量         |      |               |